# Comté de Botetourt
Le comté de Botetourt est un comté de Virginie, aux États-Unis, fondé en 1770.
Au recensement de 2010, sa population était de 33 148 hab. Son siège est la ville de Fincastle.

## Histoire
Le comté a été formé à partir du comté d'Augusta. Il est nommé en l'honneur de Norborne Berkeley, 4e Baron Botetourt (1718-1770), qui était un gouverneur populaire de la colonie de Virginie de 1768 à 1770 jusqu'à sa mort soudaine à son bureau.
Dans les années 1770, quand la Virginie constituait une bonne part du territoire du Nord-Ouest, la région était divisée entre les comtés de Botetourt et d'Augusta. Le territoire qui allait devenir le Kentucky en a été rapidement enlevé avant de former le comté du Kentucky (en) en 1776.
La partie sud du sud a été récemment intégré à l'espace urbain de l'agglomération de Roanoke.

## Géographie
Les montagnes Blue Ridge parcourent la partie orientale du comté, alors que les Appalaches se trouvent sur la partie occidentale. Les deux massifs sont séparés par la vallée de la James River.
La James River prend sa source dans le comté de Botetourt, près du village d'Iron Gate à la confluence de la rivière Cowpasture et de la Jackson, près de la frontière du comté d'Alleghany. Elle coule vers le sud jusqu'à Eagle Rock où elle tourne vers l'est vers Buchanan. Ensuite, elle part vers Glasgow.

### Divisions administratives
- Villes 
  - Buchanan
  - Fincastle
  - Troutville
- Zones non-incorporée
  - Eagle Rock
  - Blue Ridge
  - Cloverdale
  - Springwood (en)
  - Oriskany (en)
  - Hollins
  - Daleville
  - Lithia (en)
  - Arcadia (en)
  - Glen Wilton
  - Nace (en)

## Géolocalisation
| Comté d'Alleghany |                    | Comté de Rockbridge |
| Comté de Craig    | Comté de Botetourt |                     |
| Comté de Roanoke  |                    | Comté de Bedford    |